# Sous-préfecture de Nemuro
La sous-préfecture de Nemuro (根室振興局, Nemuro-shinkō-kyoku) est une sous-préfecture située sur l'île de Hokkaidō, au Japon.

## Géographie

### Démographie
Le 31 mars 2015, la sous-préfecture de Nemuro avait une population de 78 655 habitants répartis sur une superficie de 8 534,22 km2.

### Divisions administratives

#### Ville
Nemuro est la seule ville de la sous-préfecture de Nemuro, dont elle est le chef-lieu.

#### Bourgs par districts
La sous-préfecture comporte aussi quatre bourgs répartis en trois districts ruraux.
- District de Menashi
  - Rausu
- District de Notsuke
  - Betsukai
- District de Shibetsu
  - Nakashibetsu
  - Shibetsu

## Histoire
En novembre 1897, la sous-préfecture de Nemuro est créée en même temps que celle de Shana. En décembre 1903, les deux sous-préfectures fusionnent.